# Macarpina
La macarpina è un sale di ammonio quaternario appartenente al gruppo degli alcaloidi benzofenantridinici.